# Jean Joseph Marie de Guernes
Jean Joseph Marie de Guernes, né en 1725, à Chambon (France)[réf. nécessaire] et mort en 1798, à Pise (grand-duché de Toscane) est un prélat catholique français. Il est le premier évêque français à être installé en Corse.

## Biographie
Jean Joseph Marie de Guernes est né le 23 mars 1725, à Chambon[réf. nécessaire], dans le diocèse de Limoges, en France.
Il est nommé évêque d'Aléria et est consacré le 6 août 1770. Il devient alors le premier évêque français installé en Corse, ancienne terre génoise rattachée au royaume de France deux ans plus tôt.
Tandis qu'il est désigné comme député du Clergé à la Cour, en 1777, ses démêlés avec Charles Louis de Marbeuf, marquis de Cargèse et gouverneur de Corse, lui valent une lettre de cachet, du roi de France Louis XVI, l'assignant à résidence dans le palais épiscopal de Cervione.
En 1791, il devient un évêque constitutionnel en prêtant serment de la Constitution civile du clergé.
L'année suivante, inquiet de la tournure prise par la Révolution, il se retire à Lucques puis à Livourne, en Toscane, jusqu'à ce que l'instauration du Royaume anglo-corse, en 1794, ne lui permette de revenir en Corse.
Lors de la reconquête française de 1796, il trouve refuge à Pise, en Toscane, où il meurt deux ans plus tard.